# Gudridur Thorbjarnardottir
Gudridur Thorbjarnardottir (Guðríðr Þorbjarnardóttir) to znana odkrywczyni z X w. Urodziła się w Laugarbrekka, na Islandii, ok. 980 r. 
Gudridur dopłynęła aż do Ameryki, pokonując Atlantyk. Urodziła syna imieniem Snorri, prawdopodobnie na terenie dzisiejszej Kanady. Przyjęła chrześcijaństwo po powrocie na Islandię, a po śmierci drugiego męża wyruszyła w podróż do Rzymu, aby spotkać się z papieżem. Kiedy powróciła, została mniszką i zamieszkała przy kościele jako eremitka. 
Jej historia została opisana w książce The Sea Road autorstwa Margaret Elphinstone (2000).